# Melanotrichus boydi
Melanotrichus boydi är en insektsart som beskrevs av Schwartz och Wall 2001. Melanotrichus boydi ingår i släktet Melanotrichus och familjen ängsskinnbaggar. Inga underarter finns listade i Catalogue of Life.